# Arizona State Route 67
Die Arizona State Route 67 (kurz AZ 67), auch Kaibab Plateau-North Rim Parkway genannt, ist eine State Route im Norden des US-Bundesstaats Arizona, die in Nord-Süd-Richtung verläuft. Sie ist eine Stichstraße im Arizona Strip, beginnt am U.S. Highway 89A bei Jacob Lake und endet am North Rim des Grand Canyon.
Die State Route erschließt den Kaibab National Forest und die Nordseite des Nationalparks und hat fast ausschließlich touristische Bedeutung. In den Wintermonaten, meist zwischen Mitte November und Mitte Mai, wird der Highway geschlossen.
Der Highway erhielt durch die Federal Highway Administration die Anerkennung als National Scenic Byway.